# Глиницька сільська рада (Кіцманський район)
Глини́цька сільська́ ра́да — адміністративно-територіальна одиниця та орган місцевого самоврядування в Кіцманському районі Чернівецької області. Адміністративний центр — село Глиниця.

## Загальні відомості
- Населення ради: 1 866 осіб (станом на 2001 рік)

## Населені пункти
Сільській раді були підпорядковані населені пункти:
- с. Глиниця
- с. Коростувата

## Склад ради
Рада складалася з 16 депутатів та голови.
- Голова ради: Гатеж Іван Ілліч

### Керівний склад попередніх скликань
| Прізвище, ім'я, по батькові | Основні відомості                                                               | Дата обрання | Дата звільнення |
| --------------------------- | ------------------------------------------------------------------------------- | ------------ | --------------- |
| Гатеж Іван Ілліч            | Сільський голова, 1955 року народження, освіта середня спеціальна, безпартійний | 26.03.2006   | 31.10.2010      |
| Гатеж Іван Ілліч            | Сільський голова, 1955 року народження, освіта середня спеціальна, безпартійний | 31.10.2010   |                 |

Примітка: таблиця складена за даними сайту Верховної Ради України

### Депутати
За результатами місцевих виборів 2010 року депутатами ради стали:

#### За суб'єктами висування
| Суб'єкт висування | Кількість обраних депутатів | %   |
| ----------------- | --------------------------- | --- |
| Самовисування     | 16                          | 100 |

#### За округами
| № округу | Прізвище, ім'я, по батькові     | Дата визнання обраним | Освіта             | Партійна приналежність | Відомості про обраного депутата                                        |
| -------- | ------------------------------- | --------------------- | ------------------ | ---------------------- | ---------------------------------------------------------------------- |
| 1        | Ткачук Ольга Михайлівна         | 04.11.2010            | середня            | позапартійна           | Приватна стоматологічна поліклініка с. Глиниця, молодша медична сестра |
| 2        | Жуфяк Мирослав Іванович         | 04.11.2010            | середня спеціальна | позапартійний          | Кіцманський «Райавтодор», майстер                                      |
| 3        | Бляхарська Світлана Василівна   | 04.11.2010            | середня            | позапартійна           | Кіцманськийтериторіальнийцентр, соціальний робітник                    |
| 4        | Бляхарський Руслан Октавіанович | 04.11.2010            | вища               | позапартійний          | Глиницька сільська рада, спеціаліст-землевпорядник                     |
| 5        | Казимір Марія Василівна         | 04.11.2010            | середня            | позапартійна           | Глиницька сільська рада, головний бухгалтер                            |
| 6        | Ткачук Іван Дмитрович           | 04.11.2010            | середня спеціальна | позапартійний          | Чернівецька взуттєва фабрика, охоронець                                |
| 7        | Ткачук Філіта Петрівна          | 04.11.2010            | середня            | позапартійна           | Глиницький загальноосвітній навчальний заклад, вчитель                 |
| 8        | Фештрига Тетяна Василівна       | 04.11.2010            | середня спеціальна | позапартійна           | Кіцманський районний центр зайнятості, безробітна                      |
| 9        | Тарасюк Оксана Георгіївна       | 04.11.2010            | середня            | позапартійна           | Глиницька сільська рада, касир                                         |
| 10       | Столярчук Світлана Василівна    | 04.11.2010            | середня спеціальна | позапартійна           | Глиницька сільська рада, секретар                                      |
| 11       | Верстюк Филимон Васильович      | 04.11.2010            | середня            | позапартійний          | крамниця с. Глиниця, приватний підприємець                             |
| 12       | Вівчарюк Надія Тарасівна        | 04.11.2010            | середня спеціальна | позапартійна           | Глиницький дошкільний навчальний заклад, завідувачка                   |
| 13       | Богданюк Василь Васильович      | 04.11.2010            | середня спеціальна | позапартійний          | Глиницький загальноосвітній навчальний заклад, вчитель                 |
| 14       | Злотар Іван Манолійович         | 04.11.2010            | середня спеціальна | позапартійний          | Глиницький сільськийклуб, завідувач                                    |
| 15       | Єрічук Михайло Миколайович      | 04.11.2010            | середня            | позапартійний          | Чернівецький олійно-жировий комбінат, машиніст очисних споруд          |
| 16       | Татарин Василь Іванович         | 04.11.2010            | середня            | позапартійний          | Чернівецьке управління надзвичайних ситуацій, командир відділення      |